# 安努舒卡·莎瑪
安努舒卡·莎瑪（1988年5月1日—）是印度女演員。2008年，她和雅什－拉吉影片公司簽約並在同年拍攝了她首套寶萊塢電影《天生一對》（Rab Ne Bana Di Jodi），和巨星沙·魯克·罕首次合作。該電影大受歡迎，也使沙瑪迅速成名。
2012年，她在愛情電影《愛無止境》（Jab Tak Hai Jaan）中再次和沙·魯克·罕和女星卡特丽娜·卡芙合作，飾演一名記者。此作品為她帶來多項提名，其中沙瑪贏得印度電影觀眾獎及國際印度電影大獎頒獎禮的最佳女配角殊榮。
她在2014的電影《來自星星的傻瓜PK》中飾演記者嘉谷。

## 早期生活和模特兒生涯

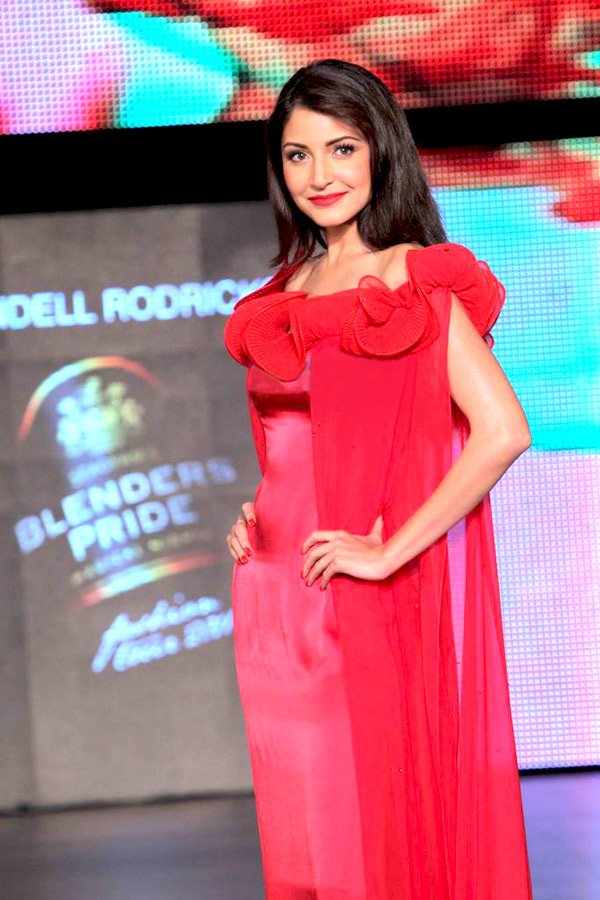
Anushka Sharma

安努舒卡·莎瑪於1988年5月1日出生於阿約提亞，印度北方邦。她的父親，上校阿賈伊·庫馬爾·夏爾馬，是一位軍官。她的母親，阿詩瑪夏爾馬，是一個家庭主婦。她父親是北方邦的在地人，而她的母親則來自Garhwali。沙瑪還有個哥哥是名海軍。

沙瑪曾就讀陸軍學校,並在Mount Carmel College(卡梅爾山學院，班加羅爾)獲得學位。夏爾馬原本從事新聞業或者模特兒，並沒有想過要成為一名演員。畢業後，她搬到了孟買進一步她的模特生涯。
她參加自己的精英模特兒經紀公司，並且是通過造型顧問普拉薩德Bidapa打扮。她開始了她的模特在拉克美時裝週的一個典範溫德爾Rodricks的萊斯鞋面展和曾經被選為Rodricks的在春夏2007系列壓軸模型。此後她對於品牌的絲綢和服務，護舒寶，Nathella珠寶和菲亞特派力奧做過宣傳活動。夏爾馬後來說，“我想我生來就是表現感情和行為。我會走在坡道和微笑，他們常說，'給我們看空。“這是真的很難，沒有微笑”

## 個人生活

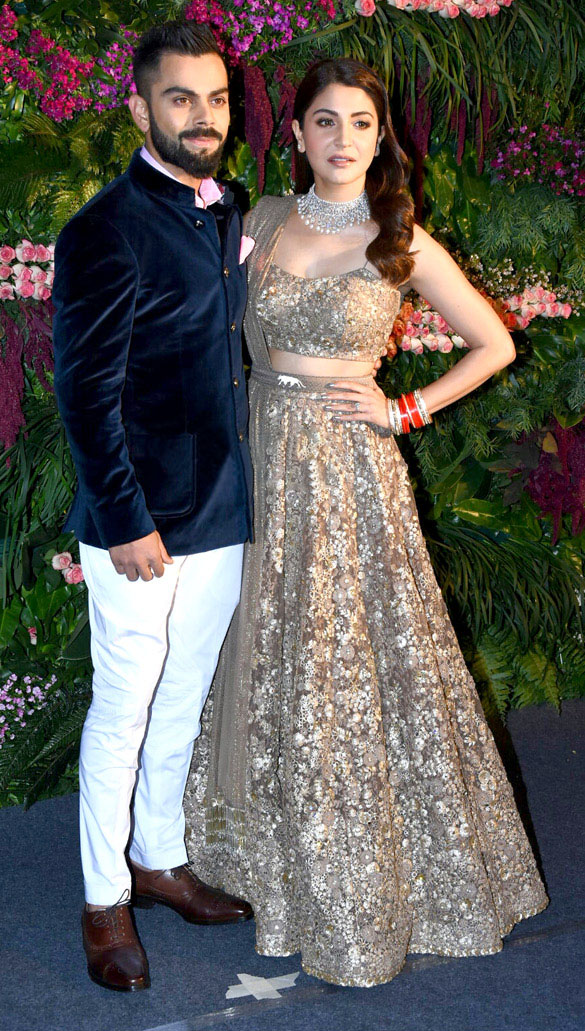
2017年，沙瑪和丈夫在孟買的婚禮招待會上。

2017年12月11日，沙瑪和交往數年的印度板球明星維拉·哥利（Virat Kohli）在意大利米蘭舉行了私人婚禮。他們婚後在南非渡蜜月並在回國後分別在新德里和孟买舉行婚禮招待會；客人主要是印度宝莱坞影星等精英；而印度總理莫迪亦是客人之一。两人的女兒在2021年1月11日出生。

## 外部連結
- 安努舒卡·莎瑪在互联网电影资料库（IMDb）上的資料（英文）
- 安努舒卡·莎瑪的Instagram帳戶